# Wojciech Hałka
Wojciech Marian Hałka (ur. 25 marca 1949 w Olsztynie) – polski inżynier telekomunikacji, pracownik naukowy i urzędnik państwowy, w latach 2003–2005 podsekretarz stanu w Ministerstwie Infrastruktury.

## Życiorys
Absolwent inżynierii telekomunikacyjnej na Wydziale Elektroniki Politechniki Warszawskiej (1970). Ukończył także studia podyplomowe w:
Ecole Superieure Antenne de Renes (1978), studium CITCOM na Politechnice Warszawskiej i Institut Telesysteme (1991) oraz studium MATRA na Uniwersytecie Warszawskim i Maastricht University (1998).
Po studiach pracował jako adiunkt naukowo-badawczy i dyrektor oddziału w Instytucie Łączności, a także na kontrakcie w Egipcie. Od 1991 do 1997 pracował w Ministerstwie Łączności jako wicedyrektor Departamentu Techniki i Rozwoju i dyrektor Departamentu Regulacji i  Rozwoju. W latach 1998–2003 zasiadał w zarządzie Netii i był w niej dyrektorem. Od 2006 do 2015 kierował Stowarzyszeniem Inżynierów Telekomunikacji, a od 2009 do 2014 – Instytutem Łączności, gdzie od 2006 był wiceprezesem ds. rozwoju. W latach 2013–2015 był też szefem Europejskiego Stowarzyszenia Inżynierów Telekomunikacji. Zasiadał w Krajowej Izbie Gospodarczej Elektroniki i Telekomunikacji. W 2014 został pelnomocnikiem ds. rozwoju w Instytucie Łączności.
21 lipca 2003 powołany na stanowisko podsekretarza stanu w Ministerstwie Infrastruktury, odpowiedzialnego za łączność. Odwołany z funkcji 15 listopada 2005.